# Pallavolo Gallico
La Pallavolo Gallico, oggi Cav Gallico, è una società di pallavolo femminile con sede a Gallico, quartiere della periferia nord di Reggio Calabria.
Nella stagione 1987-1988 ha disputato il campionato di Serie A1.

## Storia

### Fondazione
La Pallavolo Gallico nasce nel 1967 dalla fusione delle squadre gallicesi “Trapani Lombardo” e “Libertas Gallico Marina”. Dopo diversi campionati nelle serie minori, nella stagione 1982-1983 ottiene la promozione in Serie B.

### Serie A1
Nella stagione successiva, la società raggiunge la Serie A2 e si colloca tra le principali compagini del volley italiano, classificandosi nella stagione 1984-1985 al quinto posto. Un anno dopo, fallisce allo spareggio la promozione in Serie A1, ma nella stagione 1986-1987 la Pallavolo Gallico si classifica al primo posto nel Girone B di Serie A2 conquistando la promozione diretta nella massima serie. Nella stessa stagione, la società disputa i play-off Scudetto raggiungendo i quarti di finale.

### Il ritorno nelle serie inferiori
L'avventura in Serie A1 dura solo una stagione: emergono non poche difficoltà che riportano la Pallavolo Gallico nelle serie inferiori. Attualmente la squadra milita in Serie B2, dopo un paio di stagioni giocate in serie C. Nella stagione 2010-2011 la Pallavolo Gallico vince la prima Coppa Calabria della storia del club.